# Xavier Moré Roca
Xavier Moré Roca (Barcelona, 7 de juny de 1982) és un futbolista català, que ocupa la posició de migcampista. Ja de ben jove es va traslladar a Valladolid. És fill de l'exjugador i entrenador Josep Moré i Bonet, que l'ha entrenat en diverses ocasions.

## Trajectòria
Format al planter del Reial Valladolid, la temporada 02/03 debuta amb el primer equip. Hi jugaria en set ocasions a Primera i en altres 15 a la Segona Divisió amb els val·lisoletans. En busca d'oportunitats, la temporada 05/06 marxa al CE Castelló, on és titular durant dues temporades a la categoria d'argent.
Posteriorment ha militat a equips de Segona B, com el Pontevedra CF i el Reial Oviedo.